# 429
429 (CDXXIX) fue un año común comenzado en martes del calendario juliano, en vigor en aquella fecha.
En el Imperio romano, el año fue nombrado el del consulado de Florencio y Dionisio, o menos comúnmente, como el 1182 Ab urbe condita, adquiriendo su denominación como 429 a principios de la Edad Media, al establecerse el anno Domini.

## Acontecimientos
- Expedición de los suevos contra los vándalos. Dirigida por Hermegario, que actúa durante el reinado de Hermerico.
- Bajo el liderazgo del rey Genserico, los vándalos se trasladan de Hispania al norte de África donde se establecen, tras atravesar el estrecho de Gibraltar. Establecerán en Cartago su capital.[1]
- Se inicia la escritura del Código Teodosiano.

## Nacimientos
- Zu Chongzhi, matemático y astrónomo chino.

## Fallecimientos
- Flavius Felix, comandante del Imperio romano.